# Secretaria de Acompanhamento Fiscal, Energia e Loteria
A Secretaria de Acompanhamento Fiscal, Energia e Loteria (Sefel) do Ministério da Fazenda foi criada em 2017 no governo do Presidente Michel Temer para substituir a extinta Secretaria de Acompanhamento Econômico (SEAE), que foi subdividida na Sefel e na Secretaria de Promoção da Produtividade e Advocacia da Concorrência (Seprac). Com a criação do Ministério da Economia pelo Presidente Jair Bolsonaro, a Sefel foi renomeada Secretaria de Avaliação de Políticas Públicas, Planejamento, Energia e Loteria (SECAP) e teve novas atribuições incorporadas.
A Sefel estava incumbida das seguintes funções:
- Avaliação e formulação da política fiscal, avaliando as políticas públicas e acompanhando a evolução do gasto público, no intuito de promover a sustentabilidade das contas públicas;
- Formulação e acompanhamento de políticas públicas do setor de energia, exercendo as competências relativas à promoção da concorrência;
- Governança de prêmios e sorteios, executando a regulação de loterias, promoção comercial e captação antecipada de poupança popular, com vistas à defesa da concorrência.